# Русудан Булусашвили
Русудан Булусашвили  ( 8 мая 1928, Тбилиси —  8 июня 2021, там же) — грузинский учёный, врач, морфолог, гистохимик, одно из основоположников электронной микроскопии в Грузии, доктор медицинских наук, профессор.

## Биография
Родилась 8 мая 1928 года в Тбилиси в семье банкира Владимира Булусашвили и врача Пины Феофелактос.
В 1935-1945 годах училась в Тбилисской I средней школе, которою окончила с отличием. 
В 1945 г. поступила на лечебный факультет Тбилисского государственного медицинского института, который окончила В 1951 году на красном дипломе. 
В этом же В 1951 году поступила в аспирантуру и в 1955 году  защитила кандидатские диссертации в Тбилиси и Москве на тему - «Роль нервной системы в развитии индуцированных опухолей».
В 1955-1960 годах она было младшим научным сотрудником НИ  института экспериментальной и клинической хирургии Грузии, в 1960-1970 годах - старшим научным сотрудником того же института, в 1970-1991 годах - завeдующим отделением электронной микроскопии. 
В 1968 году защитила докторскую диссертацию на тему – «Гистохимические особенности индуцированных опухолей», в. 1972 ей было присвоено  звание профессора.
Она автор 90 научных работ и 2 монографий. Участвовала в симпозиумах и съездах Советского Союза и европейских стран по морфологии, цитогистохимиков и электронной микроскопии. 

## Семья
- супруг - выдающийся грузинский учёный, профессор Луарсаб Шарашидзе (1923- 1991).
  - Дочь - Манана Шарашидзе, доктор медицинских наук, профессор .
  - дочь- Майя Шарашидзе, доктор медицины.
    - Внучка-нино васадзе врач.
    - Внук - Мамиа Джафаридзе Ричардс доктор медицинских наук.

## Ресурсы в Интернете
- На Викискладе есть медиафайлы по теме Русудан Булусашвили